# Cephalodella volvocicola
Cephalodella volvocicola is een raderdiertjessoort uit de familie Notommatidae. De wetenschappelijke naam van deze soort is voor het eerst geldig gepubliceerd in 1916 door Zavadovsky.